# 苯甲酸镁
苯甲酸镁是由镁和苯甲酸形成的化合物，化学式为Mg(C6H5COO)2，存在无水物、二水合物和四水合物，其四水合物于90 °C开始失水。它可由氧化镁和苯甲酸反应制得。它曾被用于治疗痛风和关节炎。 